# Brothers in Arms: Hell's Highway
Brothers in Arms: Hell's Highway — відеогра у жанрі тактичного шутера від першої особи, яка вийшла 23 вересня 2008 року для PlayStation 3 і Xbox 360 і 7 жовтня 2008 року для Windows.
Hell's Highway — третя частина в серії ігор Brothers in Arms, яка оповідає про загін солдатів 101 повітряно-десантної дивізії, підпорядкованому сержантом Меттью Бейкером. Дія гри розгортається під час однієї з найбільших операцій союзників під час Другої світової війни — «Market Garden», відомої в історіографії як Голландська операція (1944).

## Ігровий процес
Розробники надали гравцеві безліч нових можливостей, включаючи командування загоном. Як і в попередніх частинах серії Brothers in Arms, наказ віддається шляхом особливих сигналів рукою. У гравця також є можливість ховатися за об'єктами (приблизно так само, як це реалізовано в Gears of War), що є однією з найважливіших складових ігрової стратегії. Однак, деякі укриття можуть руйнуватися. Гра використовує ігровий рушій Unreal Engine 3.5, а в ПК-версії є підтримка технологій DirectX 10.

## Сюжет гри
Дія гри відбувається в окупованій німцями Голландії, під час операції Market Garden, у вересні 1944. Операція була спланована фельдмаршалом Бернардом Лоу Монтгомері і полягала у відряджанні трьох парашутних дивізій, які повинні були приземлитися в Нідерландах, за лінією оборони противника, і захищати 3 мости в Ейндховенові, Неймегені і Арнемі.
Загін британських десантників повинен був здійснити кидок до мосту в Арнемі і розірвати лінію оборони німців, зробивши їх беззахисними перед наступною атакою. Це повинно було привести до швидкого просування Союзників по Рейн в і, в оптимістичних прогнозах, захоплення Берліна вже до Різдва 1944. Операція була запущена 17 вересня 1944у, через 4 місяці після Операції Overlord, події якої розігрувалися в попередніх іграх серії.
Незважаючи на досить вдалі захоплення мостів в Ейндховені і Неймегені, добре укріплена німецька танкова дивізія мала запеклий опір посередньо екіпірованим британським солдатам. Це призвело до того, що загони підтримки так і не змогли захопити Арнем. Але оскільки у грі мова йде не про британського загоні, а про американську 101 повітряно-десантної дивізії, то й назва гри пов'язано з їх операцією: Дорога № 69 на Ейндховен, який повинна була захищати дивізія, була вузька й незручна, німці постійно атакували цю ділянку і серед солдатів вона стала відома як «Hell's Highway» («Дорога в пекло», «Чортове шосе» або «Пекельна дорога»).

## Цікаві факти
- Метт Бейкер тепер командує спец. групою Гері Джаспера. Спец. група озброєна кулеметом Браунінг М1919А6, або гранатометом М9А1 «Базука»
- 11-й розділ, «Road Blocks» не була включена у фінальний реліз розробниками з невідомих причин.
- У трьох місіях вам надасться можливість керувати танком Шерман Файрфлай
- У грі у всієї зброї затвор знаходиться з лівої сторони.